# Villena
Villena este un oraș din Provincia Alicante, Spania.